# Fliegerführer Trondheim
Fliegerführer Trondheim war die Bezeichnung einer Dienststellung bzw. einer Kommandobehörde auf Brigadeebene der deutschen Luftwaffe im Zweiten Weltkrieg.

## Geschichte
Die Dienststelle des Fliegerführers Trondheim wurde am 14. April 1940 in Trondheim im vom Deutschen Reich besetzten Norwegen aufgestellt. Sie war der Luftflotte 5 unterstellt und wurde im Januar 1941 aufgelöst.

## Fliegerführer

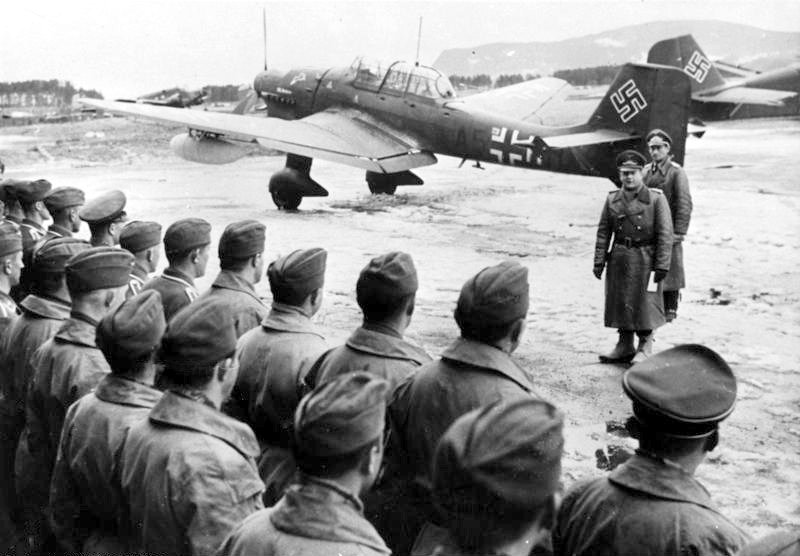
Generaloberst Milch 1940 bei der I. Gruppe des Sturzkampfgeschwaders 1 in Trondheim-Værnes; im Hintergrund eine Ju 87R

| Dienstgrad     | Name                 | Datum                            |
| -------------- | -------------------- | -------------------------------- |
| Oberstleutnant | Martin Harlinghausen | 22. April 1940 bis Mai 1940      |
| Oberst         | Robert Fuchs         | Mai 1940 bis 16. Oktober 1940    |
| Oberst         | Alexander Holle      | 16. Oktober 1940 bis Januar 1941 |

## Unterstellung
| Unterstellung | von            | bis         |
| ------------- | -------------- | ----------- |
| Luftflotte 5  | 14. April 1940 | Januar 1941 |

## Unterstellte Verbände
| 25. Mai 1940 | |
| ------------ | --- |
| 25. Mai 1940 | Stab, I. und III./Kampfgeschwader 26; III./Kampfgeschwader 3; 11. und Zerstörerstaffel/Kampfgeschwader 30; Stab, 1. und 2./Küstenfliegergruppe 506; I./Sturzkampfgeschwader 1; 1./Fernaufklärungsgruppe 20 |